# 元和村
元和村（げんわむら）は埼玉県の北東部、北埼玉郡に属していた村。

## 地理
- 河川：稲荷木堀

## 歴史
- 1889年（明治22年）4月1日 町村制施行により、琴寄村、北下新井村、北平野村が合併し北埼玉郡元和村が成立する。
- 1955年（昭和30年）1月1日 東村、原道村、豊野村と合併し大利根村となる。